# 新疆生产建设兵团第一师四团
新疆生产建设兵团第一师四团是中华人民共和国新疆生产建设兵团第一师下辖的一个团，与新疆维吾尔自治区阿拉尔市永宁镇实行“团镇合一”的管理体制。

## 行政区划
新疆生产建设兵团第一师四团下辖以下单位：
团部、一连、五连、六连、七连、九连、十一连、十二连、十三连、十四连、十八连、民族连、畜牧连、一牛场、二牛场和三牛场。